# Памятник Тарасу Шевченко (Форт-Шевченко)
Памятник Тарасу Шевченко (укр. Пам'ятник Тарасу Шевченку) — монумент, воздвигнутый в честь украинского поэта, прозаика, художника и этнографа Тараса Григорьевича Шевченко в казахстанском городе Форт-Шевченко.

## История
Открытие памятника украинскому поэту было не случайным: Тарас Шевченко пребывал в Казахстане в военной ссылке, в укреплении Новопетровское на полуострове Мангышлак в Мангистауской области, с запретом рисовать и писать (1850—1857 гг). Теперь этот казахстанский город называется Форт-Шевченко.
Всего насчитывается три памятника украинскому поэту в Форт-Шевченко, которые были установлены в разные исторические периоды:
- В 1881 году к 20-летию со дня смерти поэта Ираклий Усков установил возле дома, где проживал с семьей, памятник Т. Шевченко — первый на казахской земле и в мире. Он представлял собой бюст на круглом пьедестале. Постамент изготовил друг Шевченко — казах Каражусуп.
- Второй памятник Т. Шевченко — гипсовый бюст, был установлен 1 мая 1927 г. в городском парке. Автор — скульптор Атрау.
- Современный памятник установлен в октябре 1997 года. Автор — скульптор В. Чепелик изобразил украинского поэта в солдатской форме.